# 科布利茨基利斯
50°46′21″N 29°54′39″E / 50.77250°N 29.91083°E
科布利茨基利斯（烏克蘭語：Коблицький Ліс）是位於烏克蘭北部的村莊，由基辅州布恰区的博罗江卡市镇負責管轄。該村面積0.25平方公里，海拔高度138米，2001年人口2，人口密度每平方公里76人。